# フィリオクェ問題
フィリオクェ問題（フィリオクェもんだい）とは、ニカイア・コンスタンティノポリス信条の解釈・翻訳を巡る問題である。
キリスト教の神学上、最大の論争のひとつで、カトリック教会と正教会の分離、いわゆる大シスマ（東西分裂）の主因となった。

## 問題
西方教会で言う聖霊すなわち正教会でいう聖神は、父なる神と、子にして神であり人でもあるイエス・キリストとともに、三位一体を構成する。
問題は、正教会では「聖神は父より発する」とされるが、カトリック教会では「聖霊は父より、子からも発する」とされる点の相違である。

## フィリオクェ
「フィリオクェ」という語はラテン語で「また子より」を意味する “Filioque” の音写である。
「Filioque」 とは、「子」を意味する名詞 filius の奪格 filio に、「～もまた」を意味する接尾辞的接続詞 -que が附加されたものである。
古典ラテン語の発音から言うと「フィーリオークェ」とするのが最も原音に近いが、ラテン語を日本語に写す際には長音は省かれることが多く、また教会ラテン語では長母音と短母音との区別がないため、一般に「フィリオクェ」と読まれる。
また、表記の違いにより「フィリオケ問題」や「フィリオクエ問題」とも呼ばれる。

## 経緯
この時期のキリスト教では、東地中海沿岸ではギリシア語（コイネー、中世ギリシア語）が、西地中海沿岸ではラテン語（教会ラテン語）が主に用いられていた。教義は主に東地中海で理論的発展を見たため、神学理論の著述もギリシア語が主であった。
『新約聖書』は原文がギリシア語で書かれており、公会議（正教会では全地公会議という）で採択されたいくつかの信条もギリシア語を原文としている。ローマ教会をはじめとするラテン語地域では、聖書や信条といった宗教文書をラテン語に訳して用いていた。

ニカイア・コンスタンティノポリス信条（ニケア・コンスタンティノープル信経）のギリシア語原文では
としていた。

しかし、9世紀になってからカトリック側が、このラテン語訳の「父から (ex Patre)」の後、「出で (procedit)」の前に「と子（から）(Filioque)」と付け加え、全体で
とし、これを正文であると主張したためにコンスタンティノポリス教会側が反発した。
さらに当時のコンスタンティノポリス総主教フォティオス1世と前総主教イグナティオスを巡るコンスタンティノポリス教会内部の政治的争いにローマ教皇が介入し、イグナティオスを支持した。こうして、東西のキリスト教会を二分する深刻な対立状態がもたらされた。
イグナティオスは一旦は政治的に勝利を収め、ローマ教会との関係改善を謀って東ローマ帝国の皇帝バシレイオス1世はフォティオスを罷免し、フォティオスは破門の上、追放刑に処された（フォティオスの分離）。この対立そのものはフォティオスの存命中に終結した。のちにフォティオスは名誉回復しコンスタンティノポリス総主教に復帰した。
しかし、東西教会の分裂も一応は調停されたが、この対立の間に召集された第4コンスタンティノポリス公会議の正当性を巡る意見の相違など、両教会の間には亀裂が残った。「フィリオクェ」を巡ってはその後も東西教会で見解が一致せず、結局1054年の大分裂（大シスマ）を生んだ。
なお、ジョディス・ヘリンは、西方教会で「フィリオクェ」条項が追加された経緯について、次のように説明している。
その後、1438年に東西合同で執り行われたフィレンツェ公会議でも採り上げられ、一旦ギリシャ系の主教らは「父から子を通して」を承認したが、ロシア正教会は公会議に出席したキエフ主教を破門し、決議の承認を撤回した。これによって東西教会の分裂はそのままにされることとなった。
ローマ教会では1545年より始まったトリエント公会議の第2回総会で、“Filioque” を加えたラテン語の信条が改めて承認された。
現在でも正教会では「聖神は父からのみ発出し、子を通して派遣される」としている。

## 関連文献
- ハンス＝ユーゲン・マルクス「中世に於ける東西両教会間の核心問題 （上）」『南山神学』2号、南山大学、1979年9月、43-94頁、136-139頁
- ハンス＝ユーゲン・マルクス「中世に於ける東西両教会間の核心問題 （下）」『南山神学』3号、南山大学、1980年9月、43-80頁、112-115頁
- ウラジーミル・ロースキイ『キリスト教東方の神秘思想』宮本久雄訳、勁草書房、1986年、ISBN 9784326100668 - 特に第三章でフィリオクェ問題について詳述。
- ルーカス・フィッシャー編『神の霊キリストの霊 : 「フィリオクェ」論争についてのエキュメニカルな省察』沖野政弘ほか訳、一麦出版社、1998年、ISBN 9784900666283
- ジュディス・ヘリン『ビザンツ　驚くべき中世帝国』井上浩一ほか訳、白水社、2010年11月、ISBN 9784560080986